# Edith Körner
Edith Körner, CBE (10 juillet 1921 - 17 août 2000) est une magistrate britannique et réformatrice du National Health Service. Elle est l'épouse du philosophe Stephan Körner et la mère du mathématicien Thomas Körner et de la biochimiste, écrivaine et traductrice Ann M. Körner.

## Biographie
Edita Leah Löwy est née à Znojmo, Tchécoslovaquie, fille d'un meunier, le 10 juillet 1921. Elle arrive au Royaume-Uni en tant que réfugiée en 1939, après que les nazis aient occupé la Tchécoslovaquie. Sa famille reste derrière, seuls son frère et plusieurs cousins ayant survécu à la guerre. En 1938/1939, son père change le nom de famille en Laner dans une vaine tentative de tromper les nazis en leur faisant croire que lui et sa famille ne sont pas juifs. Elle arrive sans argent, parlant quatre langues - tchèque, allemand, italien et français mais peu d'anglais. Entre autres emplois, elle travaille brièvement pour Reuters.
Pendant la guerre, elle rencontre Stephan Körner, un compatriote réfugié tchèque, qui étudie pour son doctorat à Cambridge ; le couple se marie à Londres en 1944. Après la fin de la guerre et la libération de Stephan de l'armée tchèque, le couple s'installe à Bristol où Stephan prend un poste d'assistant à l'université,.
Les Körner ont deux enfants, le mathématicien Thomas William Körner et Ann Körner (qui épouse Sidney Altman, un biologiste moléculaire canadien, qui partage le prix Nobel de chimie en 1989).
À la fin de l'été 2000, elle reçoit un diagnostic de cancer du poumon en phase terminale, qui avait atteint un stade tel qu'il ne lui restait plus que quelques semaines à vivre. Le couple est peu après retrouvé mort ensemble par un médecin lors d'une visite de routine à leur domicile à Bristol. Leurs décès, survenus le 17 août 2000,, sont déclarés comme suicides par le coroner.

## Carrière
Ne voulant pas rester à la maison pour élever une famille, elle devient membre du comité supervisant les deux hôpitaux psychiatriques locaux de long séjour dans les années 1950. C'est une époque de changement rapide pour la médecine psychiatrique, avec de nouveaux traitements médicamenteux et l'évolution des attitudes du public permettant de nouvelles méthodes de traitement et de soins, et Mme Körner (elle n'a jamais permis à ses collègues de l'appeler par son prénom) soutient avec force - et avec succès - de restructurer et réformer le secteur pour tirer pleinement parti de ces évolutions.
Nommée magistrate locale en 1966, elle devient ensuite la première femme - et la première immigrée - à présider le conseil de Bristol (de 1987 à 1990). Elle préside le tribunal lors des bouleversements de la Poll tax de la fin des années 1980 - quelque 20 000 personnes à Bristol ont refusé de payer la taxe - en maintenant une impartialité judiciaire malgré une forte objection personnelle et politique à la taxe. Elle plaide fortement pour une séparation claire du judiciaire et de l'exécutif, et pour que le système judiciaire soit aussi rationalisé et efficace que possible.
En 1976, elle devient présidente de la régie régionale de la santé du sud-ouest, acquérant une réputation de commentatrice informée et intelligente sur les questions de services de santé. En 1967, elle étudie l'utilisation des ordinateurs dans les services de santé pour le South Western Regional Hospital Board (tel qu'il s'appelait alors), et en 1980, on lui demande de présider un examen national à grande échelle de la manière dont l'information est générée et traitée dans le NHS.
Le comité Körner étudie la question pendant quatre ans et produit six grands ensembles de recommandations, qui sont toutes reprises et mises en œuvre par le gouvernement. Les travaux du comité ouvrent la voie à une informatisation à grande échelle du service de santé; pendant les vingt années suivantes, les informations statistiques utilisées pour surveiller le travail du NHS sont connues sous le nom de «Körner Data».